# Steven Da Costa
Steven Da Costa (* 23. ledna 1997 Mont-Saint-Martin, Francie) je francouzský karatista.
Prvního velkého úspěchu dosáhl na Evropských hrách 2015, kde v kategorii do 67 kg vybojoval v kumite stříbrnou medaili. V dalších letech pravidelně získával medaile na evropských i světových šampionátech, roku 2017 zvítězil na Světových hrách v kategorii do 67 kg a v roce 2018 se stal mistrem světa v kategorii do 67 kg. Na olympijské premiéře svého sportu získal na Letních olympijských hrách 2020, které se kvůli pandemii covidu-19 konaly v roce 2021, v kategorii do 67 kg zlatou medaili. Na světovém šampionátu 2021 v Dubaji obhájil titul mistra světa, když ve finále kategorie do 67 kg zvítězil 8:0.